# Kina
Ne doit pas être confondu avec Kinna ou Kinot.
Le kina (code : PGK) est la monnaie officielle de Papouasie-Nouvelle-Guinée depuis le 19 avril 1975. Il est subdivisé en 100 toea. Le nom de la monnaie provient de celui d'une coquille d'huître perlière qui servait de monnaie traditionnelle dans les Hautes-Terres du pays.